# Salvator-Dormus M1893
La Salvator-Dormus M1893 era una mitragliatrice pesante austro-ungarica venne prodotta dalla cecoslovacca Škoda negli stabilimenti di Plzeň. Il primo modello ebbe il battesimo del fuoco durante la rivolta dei Boxer, mentre le ultime versioni trovarono limitato impiego durante la prima guerra mondiale.

## Storia

### Sviluppo
Il maggiore dell'Imperial regio Esercito austro-ungarico Georg von Dormus e l'Arciduca d'Austria Francesco Salvatore d'Asburgo-Lorena brevettarono nel 1888 una nuova mitragliatrice azionata a massa battente con ritardo di apertura. La Škoda ne iniziò la produzione di serie sotto la direzione di Andreas Radovanovic. Nel 1893 venne adottata come arma da fortezza dal k.u.k. Armee, con la denominazione Škoda Maschinengewehr M1893 (Mitrailleuse) (o Škoda nehéz géppuska C/93 in ceco), e nel 1894 dalla k.u.k. Kriegsmarine. L'installazione navale, imbarcata su cannoniere e pattugliatori, pesava 220 kg ed era dotata di scudatura da 6 mm, con una riserva di 4.000 colpi per arma.

### Impiego operativo
La M1893 era più semplice ed economica da costruire rispetto alla Maxim. Il suo punto debole era il caricamento tramite tramoggia aperta superiormente, funzionante a gravità, che causava occasionali malfunzionamenti. La prima prova sul campo avvenne nel 1900 durante la rivolta dei Boxer, a bordo dell'incrociatore protetto SMS Zenta, a difesa della delegazione austro-ungarica; qui l'arma diede ottima prova di sé. La M1893 rimase in servizio fino alla fine della prima guerra mondiale, venendo gradualmente sostituita dalla più avanzata Schwarzlose M1907/12.

## Tecnica
L'arma, con canna fissa, era azionata da un meccanismo a massa battente, che richiedeva 0,5 litri di olio lubrificante. Il meccanismo di ritardo di apertura era basato su un sistema a blocchi oscillanti e su una grossa molla di recupero inserita in un tubo nella parte posteriore del castello. Allo stesso tubo poteva essere connesso un calciolo amovibile. L'arma era dotata di un regolatore della cadenza di tiro a pendolo, regolabile manualmente da 180 a 300 colpi al minuto. Per il buon funzionamento del pendolo l'uso dell'arma erano richieste installazioni fisse, limitando l'uso della M1893 ad arma navale e da fortezza.

## M1902
All'inizio del novecento gli ingegneri della Škoda modificarono la M1893. Il nuovo modello "Škoda Maschinengewehr M1902" fu dotato di un manicotto di raffreddamento ad acqua, da 3 litri di capacità. La tramoggia con alimentazione a gravità venne rimpiazzata da un sistema con caricatori a nastro. Il regolatore di tiro a pendolo fu riprogettato per ottenere un più alto rateo di fuoco, ma l'arma richiedeva ancora un affusto fisso a piedistallo. Anche questa versione non venne completamente sostituita dalla Schwarzlose, rimanendo in servizio fino alla fine della Grande Guerra.
Per competere con la mitragliatrice Schwarzlose, adottata dalla Duplice Monarchia nel 1905, la Škoda riprogettò completamente la sua mitragliatrice, creando la Škoda vz. 1909.